# Райская, Елена Михайловна
Еле́на Миха́йловна Ра́йская (р. 28 февраля 1957) — российский кинорежиссер, сценарист и продюсер.

## Биография
Окончила сценарный факультет ВГИК мастерскую Л. Кожиновой и В. Черных в 1981 году.

## Фильмография

### Режиссёр
- 1993 — Роль
- 1996 — Президент и его женщина
- 2003 — Другая жизнь
- 2003 — Супертёща для неудачника
- 2004 — Неравный брак
- 2006 — Снежная королева
- 2007 — Цена безумия

### Сценарист
- 1984 — Манька
- 1988 — Всё нормально
- 1989 — Прямая трансляция
- 1990 — Потерпевший
- 1991 — Бабочки
- 1993 — Роль
- 1995 — Я — русский солдат
- 1996 — Президент и его женщина
- 2000 — Президент и его внучка
- 2000 — Империя под ударом
- 2001 — Подозрение
- 2003 — Спецназ
- 2003 — Другая жизнь
- 2003 — Супертёща для неудачника
- 2004 — Неравный брак
- 2006 — Снежная королева
- 2007 — Цена безумия
- 2008 — Тормозной путь
- 2008 — Ненависть
- 2009 — Тётя Клава фон Геттен
- 2009 — Ласковый май
- 2009 — Предлагаемые обстоятельства
- 2011 — Группа счастья
- 2011 — Московский декамерон
- 2011 — Остров ненужных людей
- 2011 — Пираньи
- 2012 — Лекции для домохозяек
- 2012 — Однажды в Ростове
- 2013 — Жена офицера
- 2015 — Таинственная страсть
- 2016 — София
- 2019 — Конец сезона
- 2021 — Мосгаз. Западня
- 2021 — Мария. Спасти Москву